# Papilio morondavana
Papilio morondavana är en fjärilsart som beskrevs av Grose-smith 1891. Papilio morondavana ingår i släktet Papilio och familjen riddarfjärilar. IUCN kategoriserar arten globalt som otillräckligt studerad. Inga underarter finns listade i Catalogue of Life.

## Bildgalleri

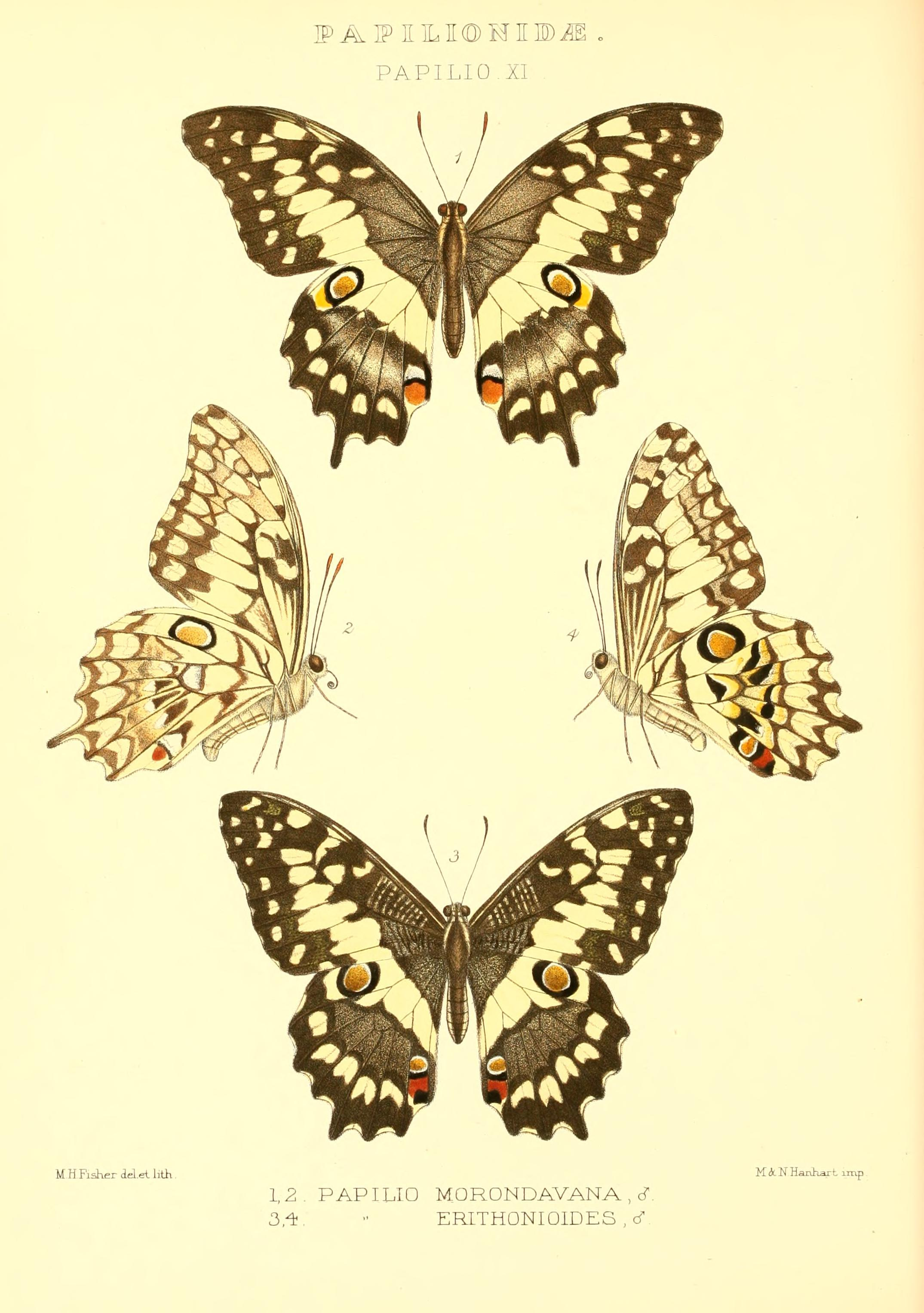